# Wurstelprater
Koordinaten: 48° 12′ 53″ N, 16° 24′ 8″ O
Der Wurstelprater ist ein überregional bekannter Vergnügungspark in Wien, Österreich. Er wird bereits in Urkunden aus dem Jahr 1825 als Volksprater erwähnt. Heute wird er oft auch einfach Prater genannt. Der Vergnügungspark befindet sich im nordwestlichen Teil des Erholungsgebiets Prater, nahe dem Praterstern, im 2. Gemeindebezirk Leopoldstadt. Wahrzeichen des Wurstelpraters und der gesamten Stadt Wien ist das Wiener Riesenrad.

## Geschichte

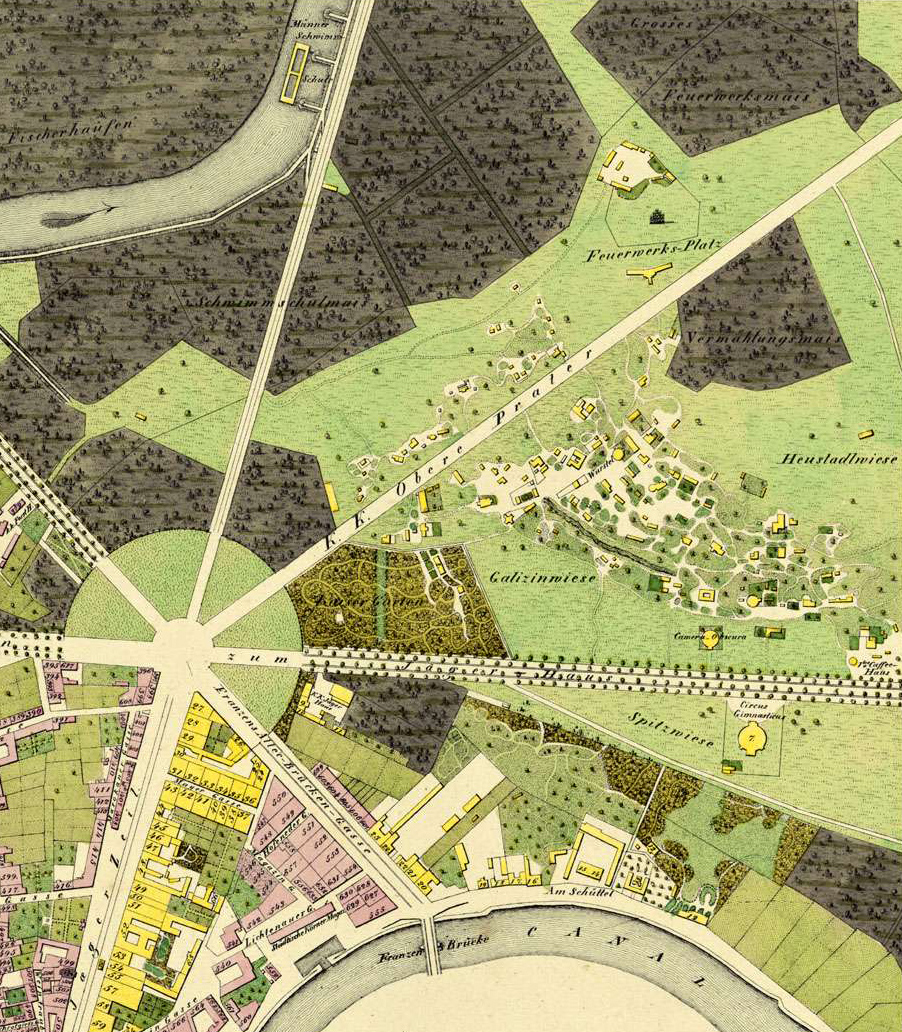
Stadtplanausschnitt mit dem Wurstelprater um 1830

Der Wurstelprater, wie der Vergnügungspark teils inoffiziell, aber durchgängig genannt wurde, verdankt seinen Namen einer Figur des Volkstheaters, dem von Josef Anton Stranitzky kreierten „Hanswurst“. In der Zeit der Aufklärung im späten 18. Jahrhundert wurden diese volkstümlichen Bühnen von den Marktplätzen der heutigen Altstadt vertrieben und fanden im von Joseph II. 1766 für die Allgemeinheit freigegebenen Prater neue Standorte.
Der mit Vergnügungsetablissements bestückte Teil des Oberen Praters wurde schon im Biedermeier Volksprater genannt. Anlässlich der Weltausstellung 1873, derentwegen der Wurstelprater im Frühsommer 1872 demoliert worden war, wurde die Bezeichnung Volksprater von der Stadtverwaltung amtlich festgelegt. Dieser Name ist aktuell kaum in Gebrauch, und seit dem Start der Saison 2024 verwendet die Prater Wien GmbH den Namen Wurstelprater.
In einer 1825 erstellten Liste der Prateretablissements mit über 80 Positionen finden sich unter anderen:
- Plastische optische Vorstellungen, unter denen das Bergwerk in Wieliczka und die Überschwemmung von Petersburg die vorzüglichsten sind.
- Kaffeehaus, nebst einem großen Salon, in welchem auch im Winter an Sonn- und Feiertagen eine gut besetzte Harmoniemusik den Besuchenden erfreut.
- Ausschank und Vogelschießen.
- Mechanische Künste.
- Ausschank neben der kais. königl. Schwimmschule. (Der Prater reichte damals bis zur Stadtgut oder Schwimmschul Allee, der heutigen Lassallestraße, die zum Fahnenstangenwasser, einem Donauarm, führte.)

In den letzten Jahrzehnten des 19. Jahrhunderts überschritt der Wurstelprater die Ausstellungsstraße nach Norden. Einige Vergnügungsbetriebe siedelten sich in der Venediger Au an, am prominentesten 1892 der Zirkus Busch in dem 1881 errichteten Panoramabau  In den folgenden Jahrzehnten vergrößerte sich das Vergnügungsviertel Venediger Au auf eine 48.250 m² große Fläche. Neben dem Zirkus Busch gab es Reitställe, Bierdepots und diverse Schaubuden.
Im Wurstelprater bestand um 1900 der vermutlich erste Themenpark der Welt – „Venedig in Wien“. Er wurde 1895 von Gabor Steiner errichtet und bildete die Lagunenstadt auf der Kaiserwiese des Praters (zwischen Praterstern und Riesenrad) in kleinerem Format nach. Wasserkanäle wurden geschaffen, gesäumt von Schaustellerbuden und anderen Vergnügungsmöglichkeiten. Jährlich zur Sommersaison kamen neue Attraktionen hinzu.

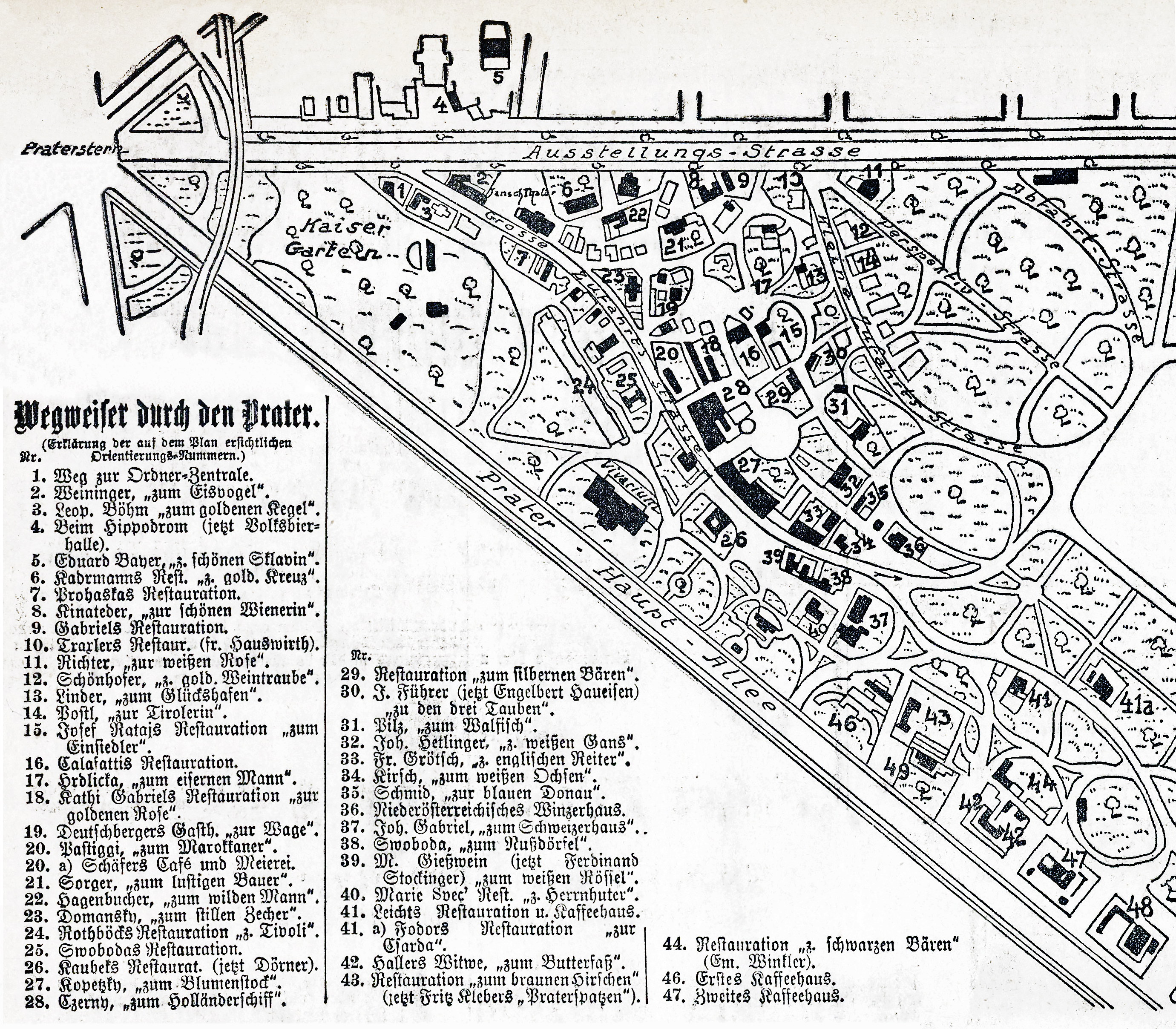
Praterbetriebe zum 1. Mai 1914

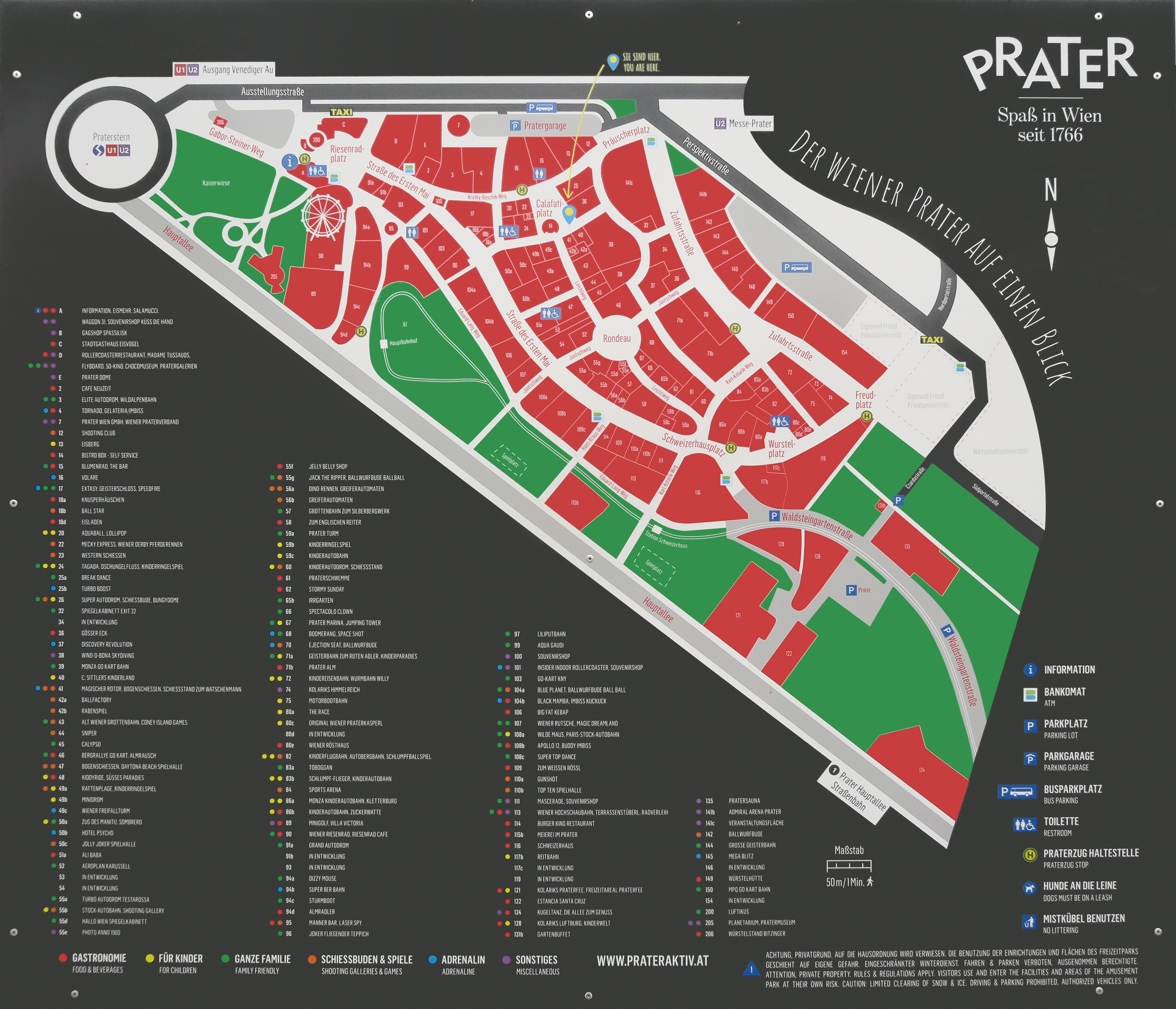
Praterbetriebe (2011)

In den Jahren 1896/97 wurde das Riesenrad erbaut, heute eines der Wahrzeichen Wiens. In den zwanzig Jahren vor dem Ersten Weltkrieg erreichte der Wurstelprater bei Angebot und Nachfrage Spitzenwerte. 1933 wurde auf Parzelle 96 von Friedrich Holzdorfer das Geisterschloss, eine der weltweit ältesten Geisterbahnen, in Betrieb genommen.
Im Rahmen der Schlacht um Wien wurde der Wurstelprater Anfang April 1945 nahezu vollständig zerstört. Er wurde in den folgenden Jahren neu errichtet bzw. wieder aufgebaut, wobei der Teil in der Venediger Au nicht mehr einbezogen wurde.
Im Herbst 1948 wurden im Prater wesentliche Teile des weltbekannt gewordenen Spielfilms Der dritte Mann gedreht.
1981 brannte das Lustspielkino zwischen Ausstellungsstraße und Riesenrad, das letzte bestehende Praterkino, ab und wurde nicht wieder aufgebaut. Das Kino mit rund 1000 Sitzplätzen hatte hier als Nachfolger eines 1845 gegründeten Theaters seit 1927 bestanden.

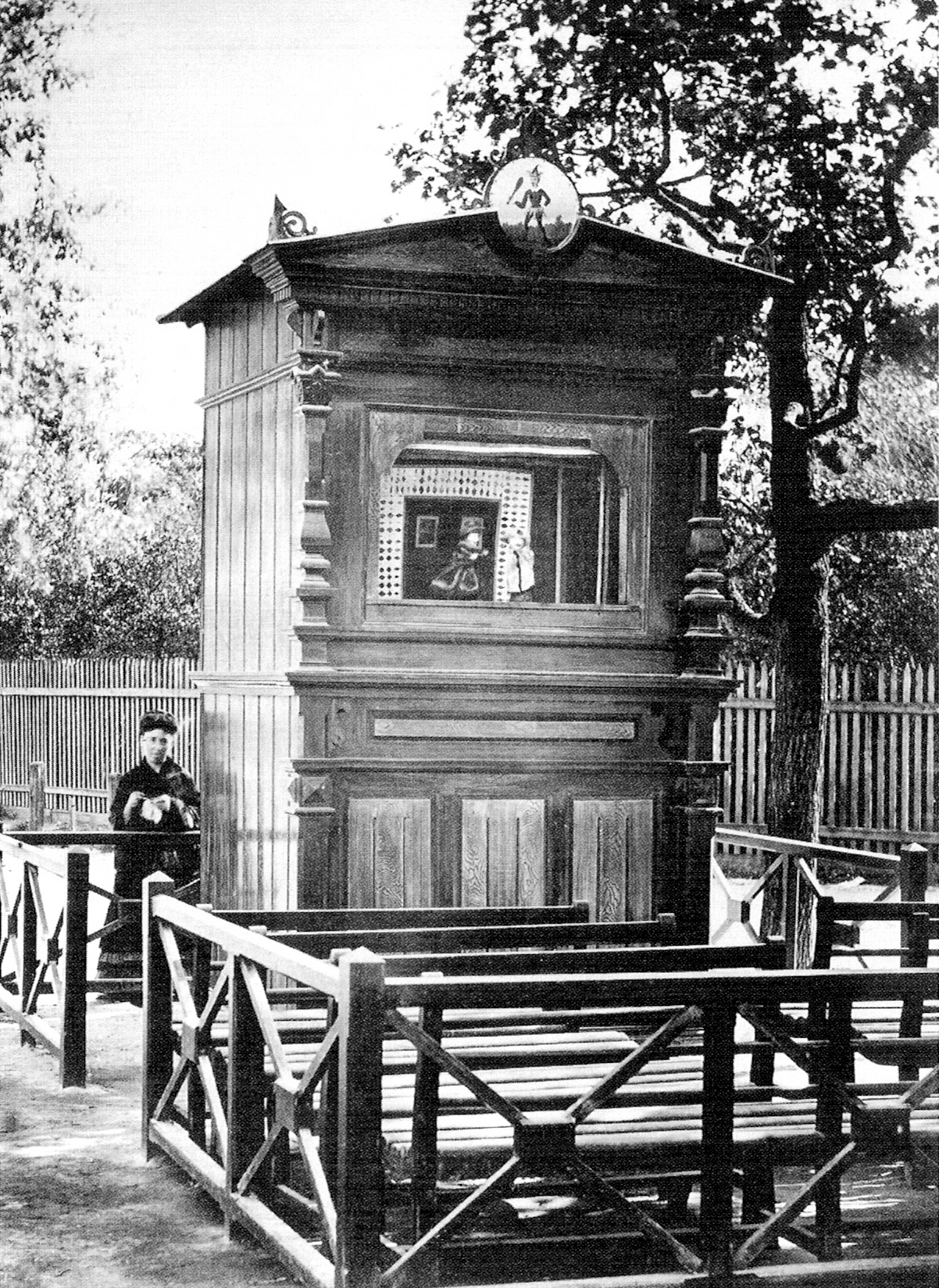
„Wursteltheater“ wie dieses (um 1890) gaben dem Wurstelprater seinen Namen.
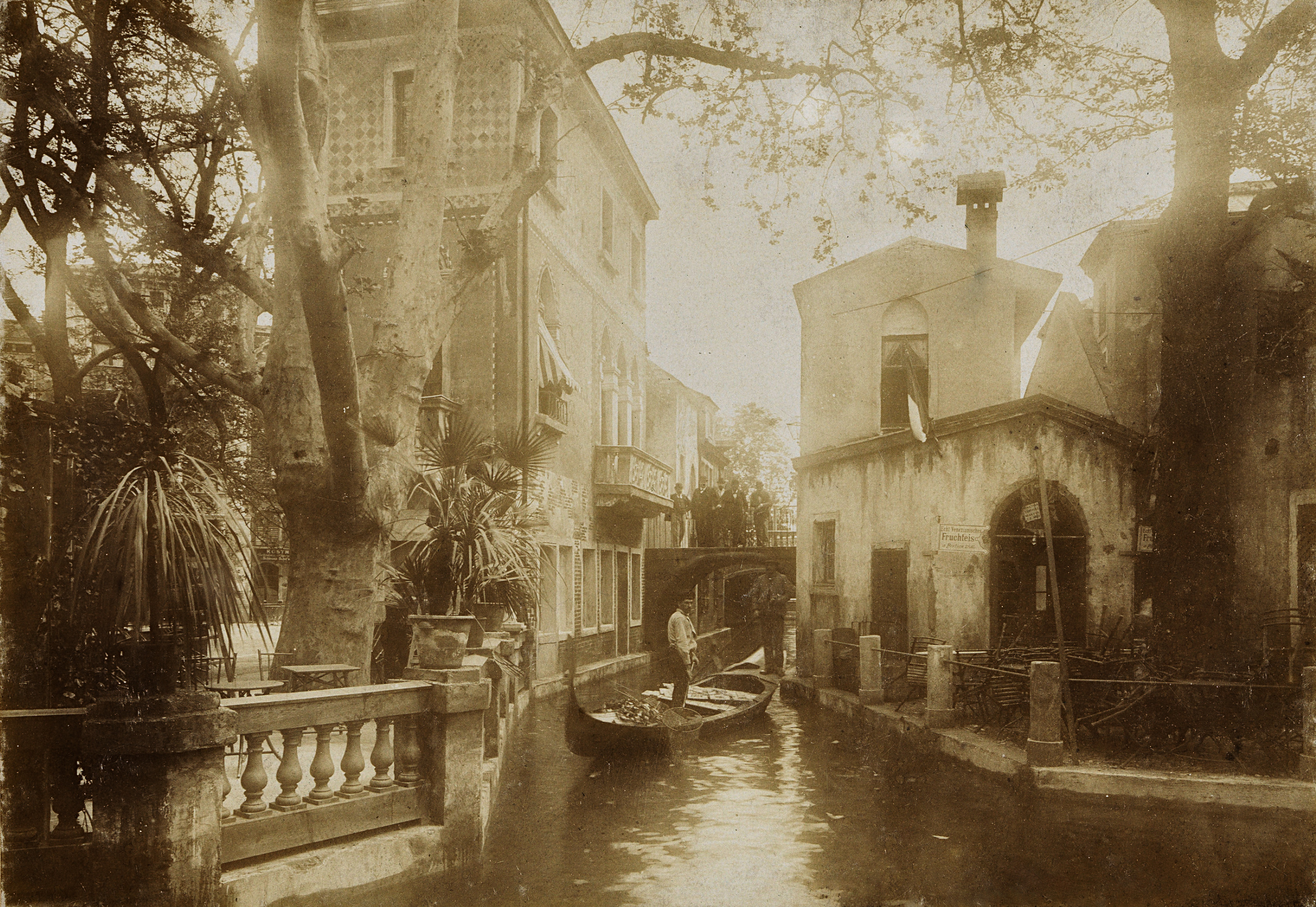
Von 1895 bis 1901 bestand der Vergnügungspark Venedig in Wien

### Zweitältester Vergnügungspark der Welt
Dem Wurstelprater wird oft zugeschrieben, der älteste Freizeit- oder Vergnügungspark der Welt zu sein. Tatsächlich würde der Prater erst etwa 10 Jahre nach dem dänischen Dyrehavsbakken eröffnet.

### Ehemalige Kinos

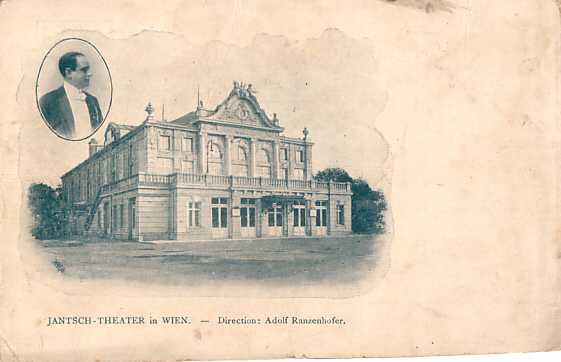
Das 1898 neu errichtete Jantsch-Theater, ab 1905 Lustspieltheater, zählte mit seinen 1000 Sitzplätzen zu den größten „Filmpalästen“ des Praters

Ab 1896, als in der Schaubude von Josefine Kirbes „Lebende Bilder“ präsentiert wurden, nur kurz nach der ersten öffentlichen Filmaufführung, entwickelte sich im Prater eine rege Kinoszene. Wenige Jahre später existierten bereits fünf solcher Schaubuden, in welche die Laufkundschaft durch „Ausrufer“ gelockt wurde, und man nach Belieben ein und aus gehen konnte, da keine Vorführzeiten festgelegt waren. Viele der kurzen Stummfilme und Berichte wurden auch gleich im Prater selbst gedreht. Erst mit dem Aufkommen längerer Stummfilme ab etwa 1910 wurden die Schaubuden zu theaterähnlichen Gebäuden mit Vorführzeiten.
Da die fünf bereits bestehenden Kinos gute Geschäfte machten, beschloss das direkt dem Kaiser unterstehende Obersthofmeisteramt im Jahre 1912 die Erhöhung der Pachtzinsen um das 10fache, während die übrigen Betriebe verschont blieben. Im Gegenzug wurde den Kinobesitzern versprochen, keine Genehmigungen für weitere Kinos zu erteilen. Bis zum Jahre 1920, als die bisherige Regelung in der Ersten Republik nun für hinfällig erachtet wurde, durften daher im Prater keine weiteren Kinos mehr eröffnen. Bis Ende der Monarchie sorgte das Obersthofmeisteramt auch stets dafür, die Interessen des Kaisers zu wahren. So war die Bezeichnung „Palast“ für einen Betrieb im Prater nicht zulässig.
In der Blütezeit des Stummfilms in den 1920er-Jahren wurden österreichische und ausländische Produktionen in wahren „Filmpalästen“, zu welchen sich einige der einstigen Schaubuden entwickelten, gezeigt. Das größte Kino war das Busch-Kino, ein ehemaliger Zirkus, welches zwischen 1700 und 1800 Besuchern fasste.
Die sieben Kinos der Pratergeschichte waren:
- Kino Stiller; Besitzer: Josef Stiller (Sohn von Josefine Kirbes, die bereits 1896 kurze Filme gezeigt hatte). Bis 1904/1905 befand sich an diesem Standort, Prater Nr. 77, auch eine Schießstätte. Bald wurde der Standort jedoch ausschließlich als Kino mit 602 Sitzplätzen genutzt und später im ersten Stock auf 705 Sitzplätze erweitert. 1927 wurde das Kino aufgelassen.
- Kino Schaaf; ab 1897 Filmvorführungen; Besitzer: Auguste Schaaf. Ab 1897 Vorführungen mit „Cinématographen“ im „Edison-Theater“, wie sich das Kino Schaaf in Anlehnung an das Edison-Kinetoskop zuvor nannte. Ab 1904 regelmäßiger Kinobetrieb. Ringelspiel und Rutschbahn werden erst von ihren Erben aufgegeben. 1912 erfolgte Neubau, der statt 60 nun 374 Sitzplätze vorsah. Um 1920 nur noch 245 Sitzplätze.
- Münstedt Kino Palast; gegründet 1902; zuvor stadtbekannte Singspielhalle mit Auftritten erfolgreicher Volkssänger; als Kino Platz für 600 Personen.
- Kino Kern; ab 1904 Filmvorführungen; Besitzer: Emerich Kern (ab 1895). Am Standort wurde bis 1914 auch ein Karussell betrieben. 1900 wurde die Schaubude in Dampfschiff umgestaltet, in der Fahrten mit einer Tauchglocke angeboten wurden (Postkarten mit „Grüßen vom Meeresgrund“ konnten erworben werden). Ab 1904 wurden „Lebende Bilder“ präsentiert – andere Attraktionen bis auf das Ringelspiel wurden aufgegeben. 1905 Umbau mit barocker Fassade. Ab 1914 nur noch Kino – Erweiterung um Karussell-Fläche. Das Platzangebot im nunmehrigen „Lichtspiel-Palast“ war statt 40 nun 457.
- Kino Klein; gegründet 1905; zuvor Standort der „Reinprechtschen Riesenschaukel“. Als Tonfilmkino nach dem Umbau 1933 Platz für 510 Personen.

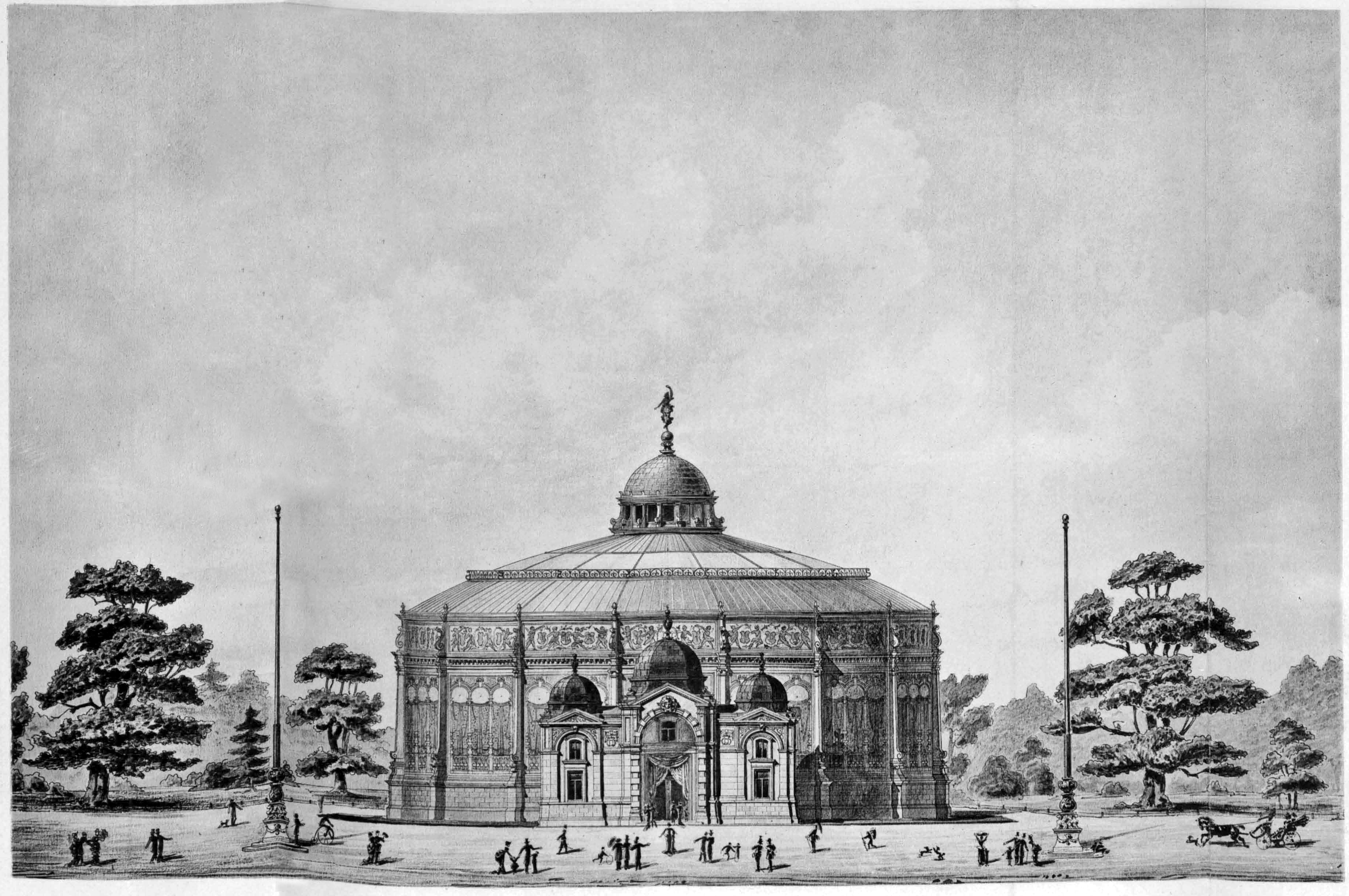
Panoramabau (1881), 1920–1945: Zirkus Busch Kino, Busch (Ton) Kino oder Busch Lichtspiele

- Kino Busch; gegründet 1920; 1881 als Kuppelbau errichtet (von der Societé anonyme Austro-Belge des Pan- et Diorama) in dem Panoramas gezeigt wurden. Ab 1892 unter Paul Busch Zirkus, mit Ringkämpfen und später auch gelegentlicher Filmvorführungen. 1920 wurde der Zirkus zum Kino umgebaut – Eröffnung am 30. April 1920. Platz für 60-köpfiges Orchester und 1700 bis 1800 Besucher (mit Abstand größtes Kino Wiens). 1945 zerbombt.[12]
- Lustspielkino; gegründet 1927; zuvor Affentheater, Singspielhalle und Theater; als Kino ab 1927 Platz für 566 Besucher, nach Umbau zu Tonfilmkino 1929 Platz für 1062 Besucher.

Die in der Österreichischen Filmgeschichte einzigartige Kinoszene fand ihr Ende in den Bombardements von Wien durch die Alliierten 1945, als der Wurstelprater großflächig zerstört wurde. Als einziges Kino überstand das „Lustspieltheater“ den Krieg. Es brannte jedoch 1981 ab und wurde, wie all die anderen Kinos, mit Ausnahme des Münstedt Kinos, das bis 1984 an einem anderen Ort in kleinerer Form weiterbetrieben wurde, ebenfalls nicht mehr aufgebaut.

## Der Wurstelprater heute

Panoramaansicht des Praters (2012)

Panorama des Praters bei Nacht (2012)

Der Wurstelprater ist der wohl bekannteste Teil des Wiener Praters, in dem sich zahlreiche Schaustell- und Unterhaltungsbetriebe mit Geisterbahnen, Ringelspielen (Karusselle), Wellenflug, Hochschaubahnen (Achterbahnen), Spiegel- und Lachkabinetten, Autodrom, Falltürmen und viele andere familienfreundliche Etablissements befinden. Daneben findet man einige Automaten-Spielhallen und andere Glücksspieleinrichtungen. Die Hauptsaison dauert von Mitte März bis Ende Oktober.
Ein Riesenrad neueren Datums ist das 1993 eröffnete 45 Meter hohe Blumenrad. Mit seinen 44 Metern Durchmesser ist es bedeutend kleiner als das Wiener Riesenrad und hat im Unterschied zu diesem drehbare offene Kabinen. Drei weitere, wenngleich kleinere Wahrzeichen des Praters sind der Calafati, der Watschenmann und der Toboggan.
Im Gegensatz zu vielen anderen Unterhaltungsparks ist der Eintritt auf das Pratergelände frei; die konsumierten Unterhaltungen sind bei den einzelnen Schaustellern zu bezahlen. Der Wurstelprater verfügt zwar über gemeinsames Marketing, die einzelnen Grundstücke sind aber von der Stadt Wien an private Unternehmer verpachtet, die jeweils auf eigenes Risiko tätig sind.
Auch gastronomisch bietet der Wurstelprater große Vielfalt, beliebt sind zum Beispiel die Lángos, die an zahlreichen Ständen erhältlich sind, und das bekannte Schweizerhaus, das im Jahr 1920 von Karl Kolarik übernommen wurde. Heutzutage ist es vor allem für sein echtes Budweiser Bier bekannt, das aufgrund des hohen und daher raschen Verbrauchs nur mit wenig CO2 versetzt werden muss und daher leichter schmeckt. Eine weitere Spezialität ist die Schweinsstelze.
Die Liliputbahn ist eine bemerkenswerte Parkeisenbahn, die auf einem Rundkurs von 3,9 Kilometer Länge das Areal des Praters weit über den Vergnügungspark hinaus befährt. Dabei überquert sie auch einige für den öffentlichen Straßenverkehr freigegebene Straßen. Sie hat eine Spurweite von 381 Millimeter und besteht seit 1928, wobei die Strecke bis 1933 zum Praterstadion verlängert wurde. Als Fahrzeuge stehen zwei Dampfloks, vier Diesellokomotiven und vier Personenzuggarnituren zur Verfügung. Die Hauptstation befindet sich nahe dem Riesenrad.
Ein weiteres ungewöhnliches Objekt, das im Prater steht, ist die „Republik Kugelmugel“, eine Mikronation mit einem einzigen Einwohner und einem einzigen Haus, – einem Kugelhaus. Der „Präsident“ des Staates, Edwin Lipburger, erbaute das Haus Anfang der 1970er Jahre im niederösterreichischen Katzelsdorf und meinte, da sein Haus nur auf einem Punkt ruhe und ein Punkt keine räumliche Ausdehnung habe, befinde es sich in einem staatsfreien Raum und er könne seine eigene Republik ausrufen. Später wurde seine „Republik“ in den Wiener Prater verfrachtet und steht dort heute noch.
Am Rand des Praters befindet sich nahe dem Riesenrad seit 1964 das Planetarium. Das Pratermuseum, das mit vielen Exponaten die Geschichte dieses Vergnügungsparks erzählt, übersiedelte 2024 vom Planetarium in ein neu gebautes Gebäude unweit des Riesenradplatzes.
Auf dem nicht mehr bestehenden Gasthaus Zum Walfisch befand sich die Metallfigur eines riesigen Wals, der den Spitznamen Poldi erhielt und nunmehr im Wien Museum ausgestellt ist.
Der Wurstelprater befindet sich im Grundeigentum der Wiener Stadtverwaltung; die Anbieter von Vergnügungs- und Gastronomiebetrieben sind Pächter der von ihnen benützten Flächen. Die Stadtverwaltung lässt den Wurstelprater von einer ihrer Tochterfirmen, der Prater Wien GmbH, verwalten.
Eine ähnliche, aber viel kleinere Einrichtung ist der Böhmische Prater in Wien-Favoriten.

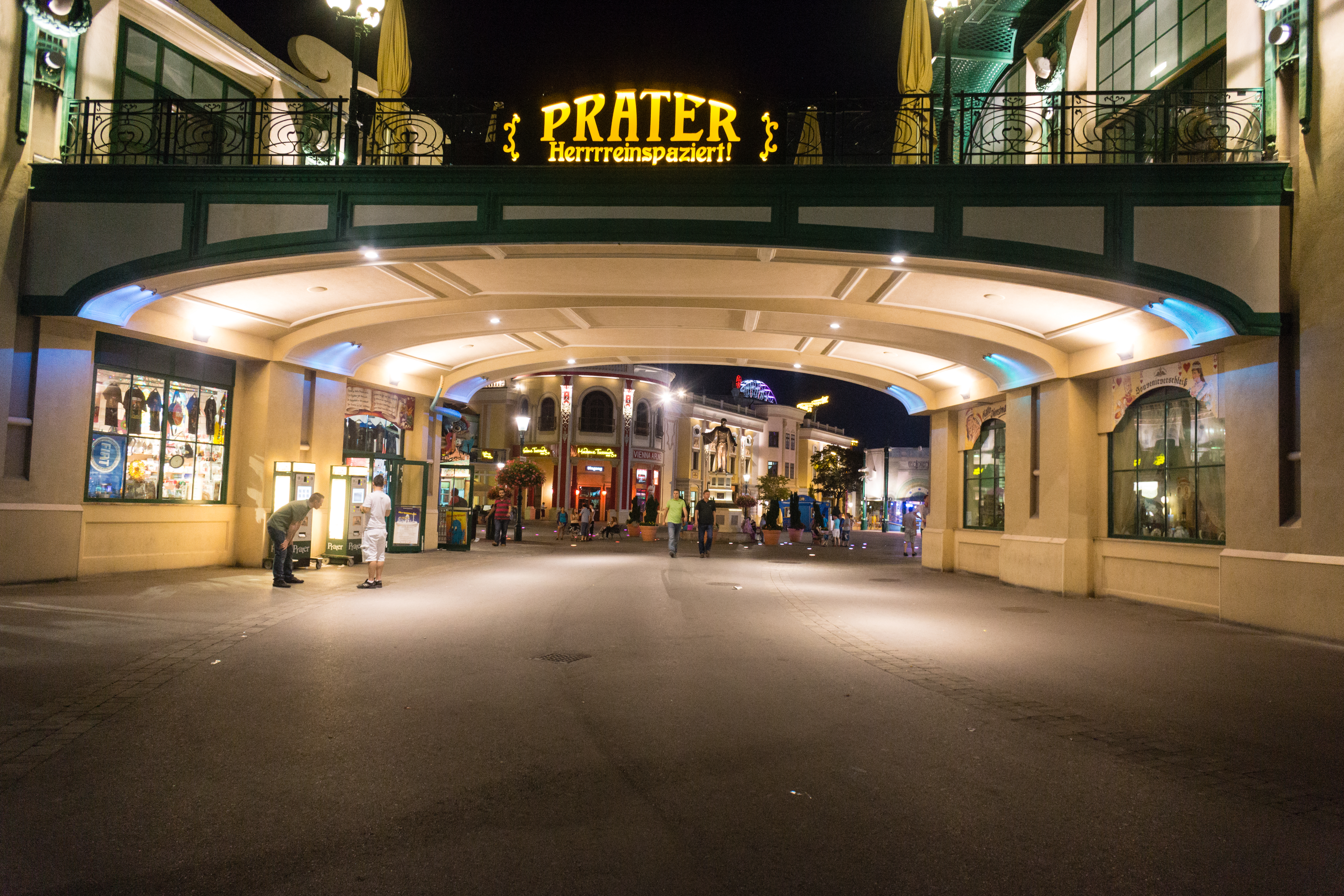
Eingang des Praters bei Nacht
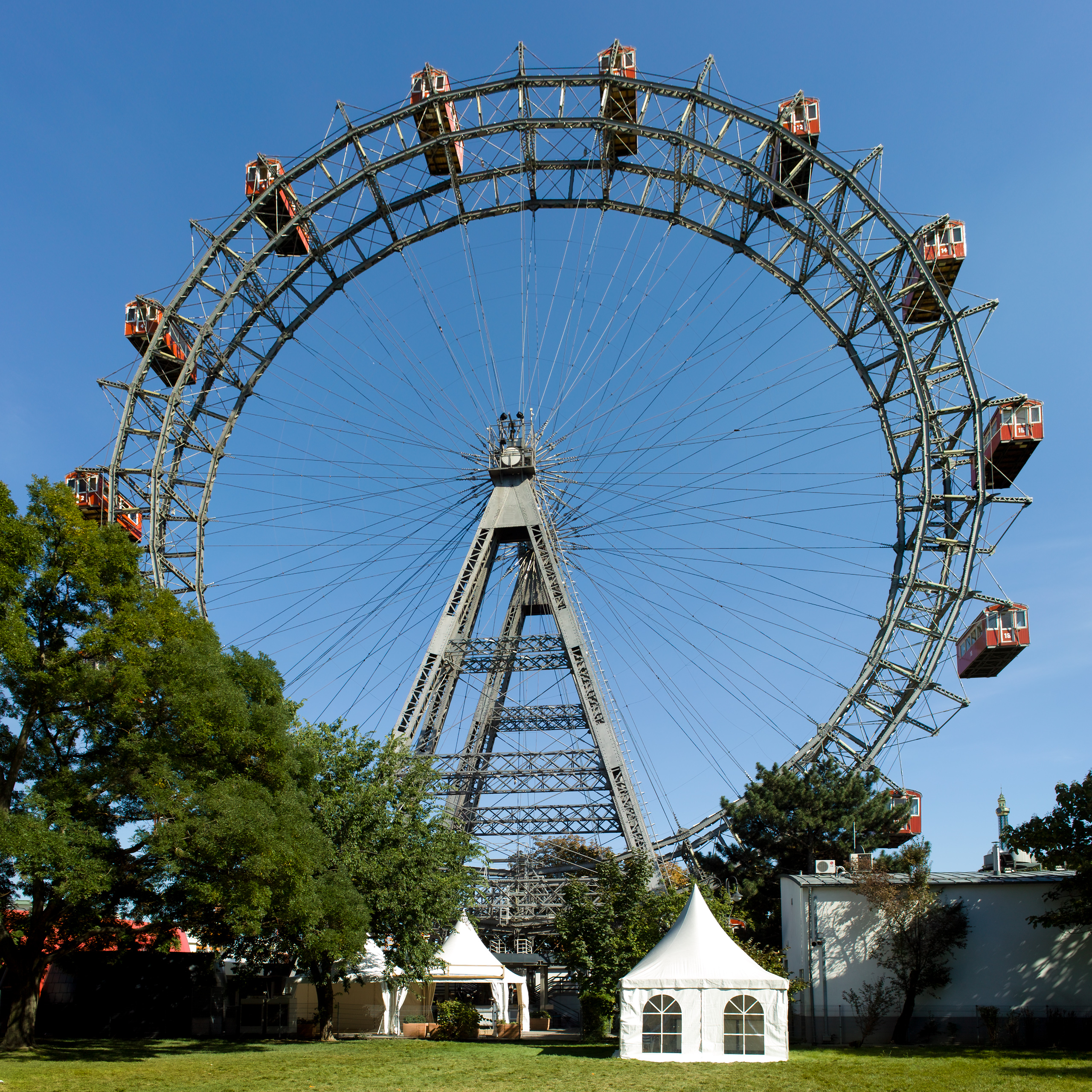
Riesenrad
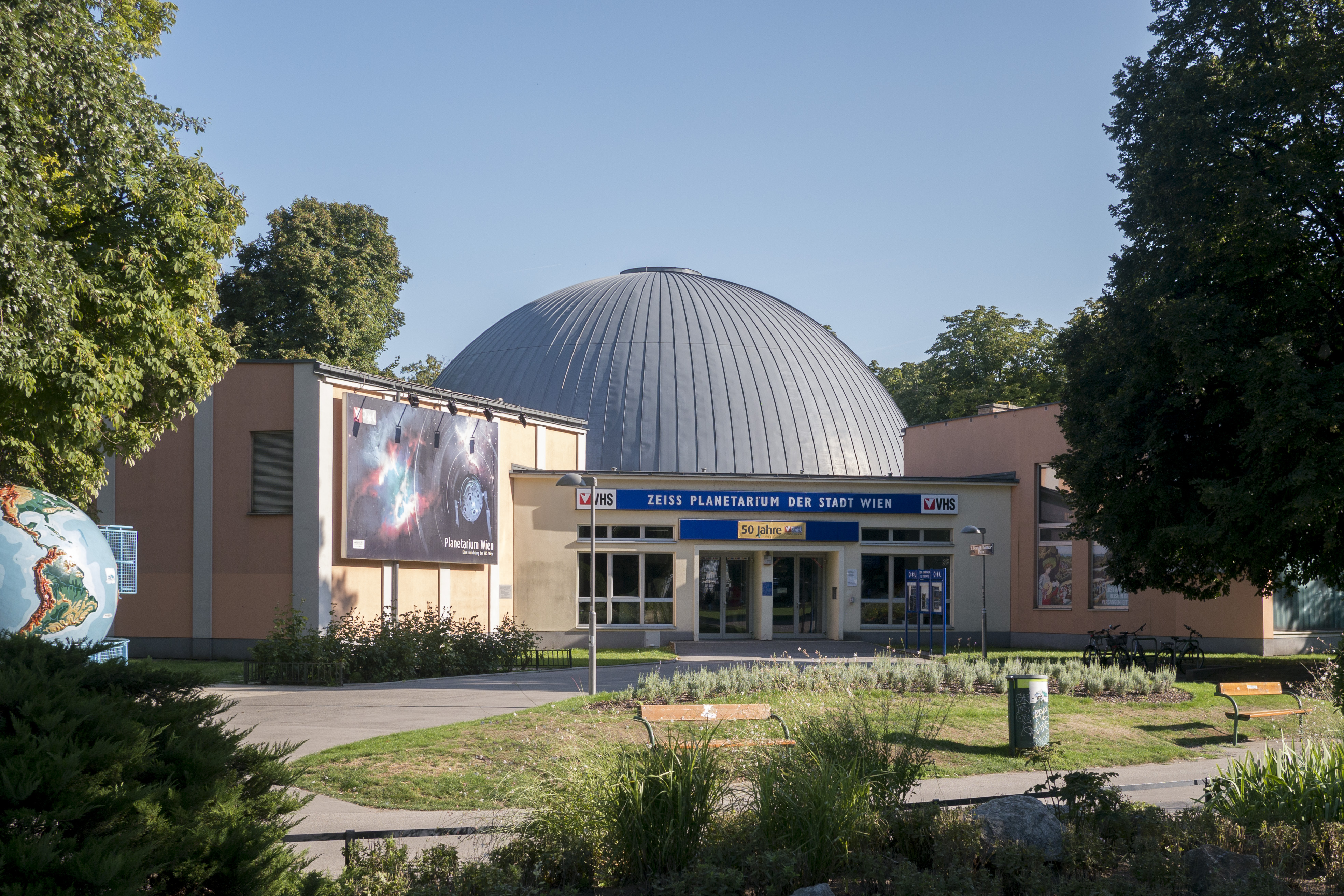
Planetarium
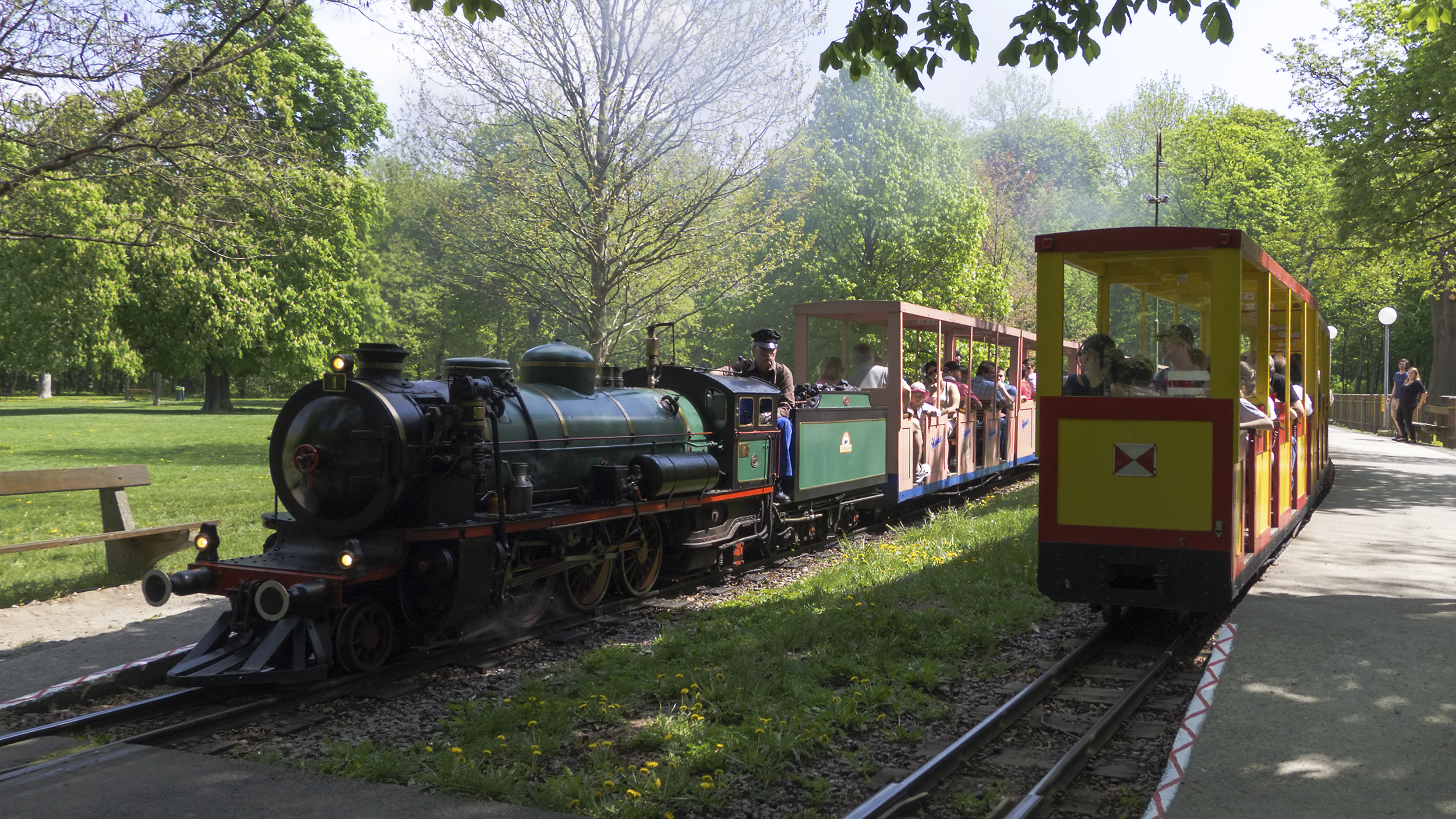
Dampfzug der Liliputbahn
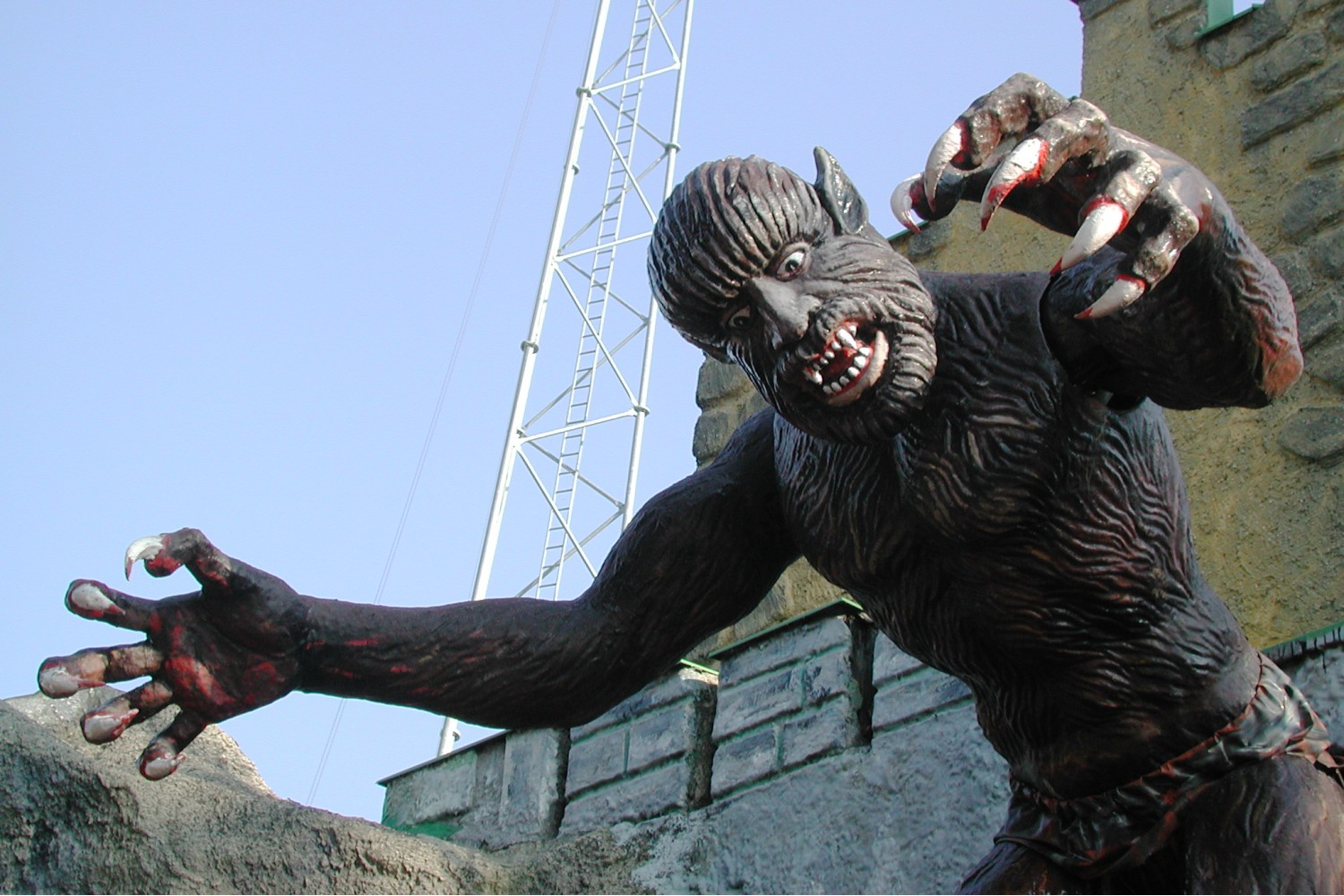
Geisterbahnfigur
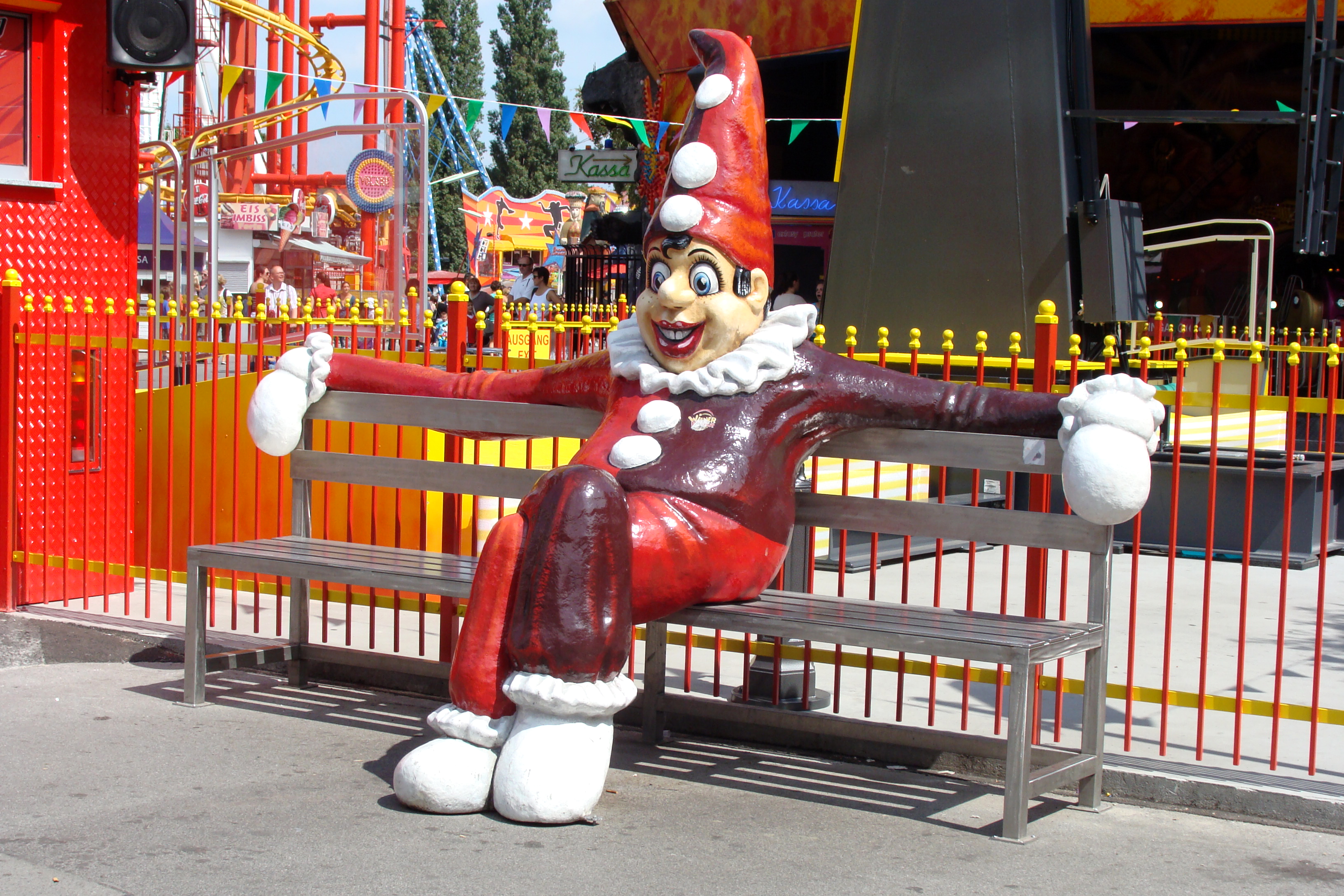
Sitzender Clown vor einem der Vergnügungsbetriebe, eine der Figuren von Christa Müller, die Anfang der 1980er-Jahre im Prater aufgestellt wurden
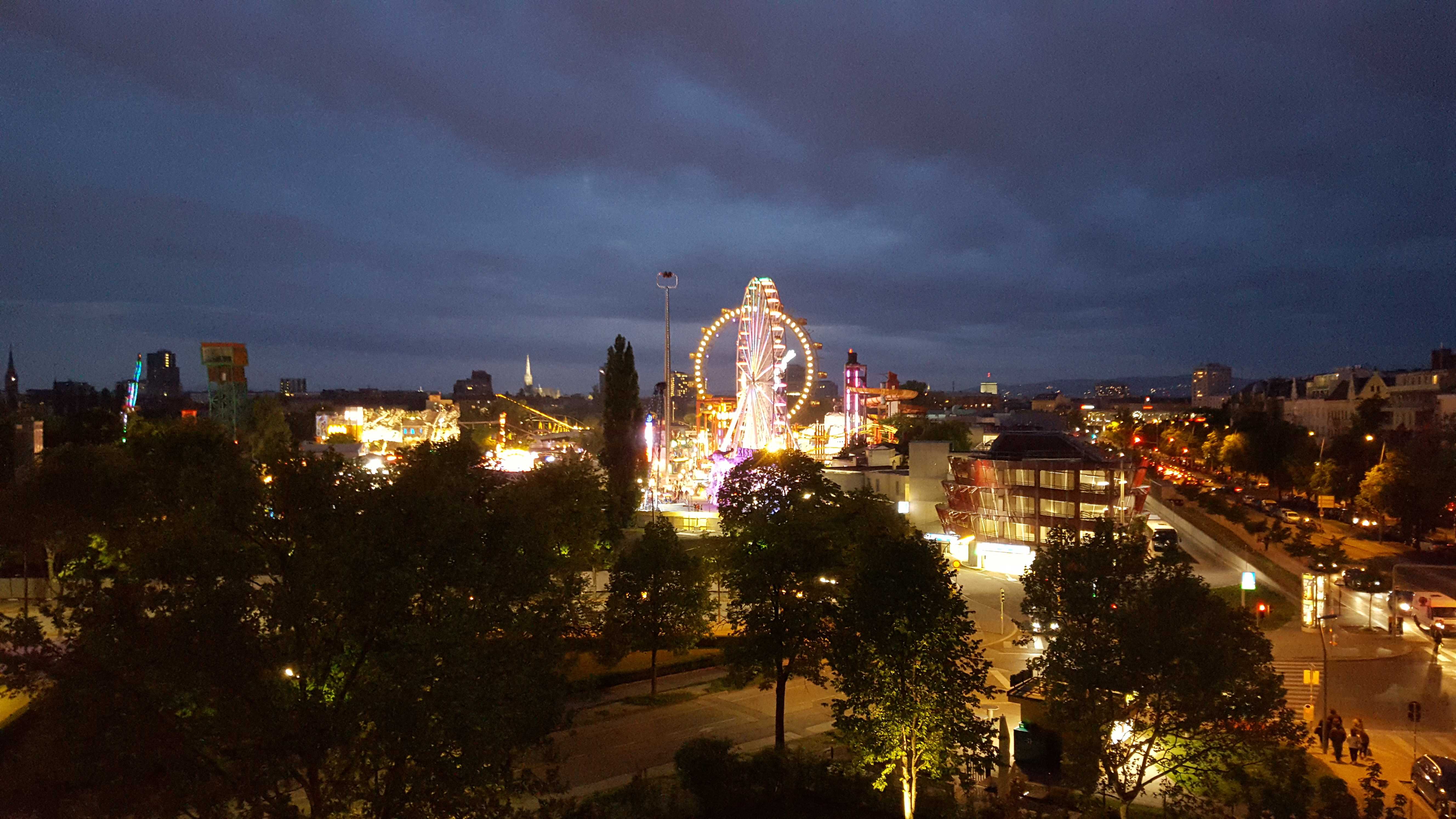
Wurstelprater bei Nacht

### Neuer Eingangsbereich

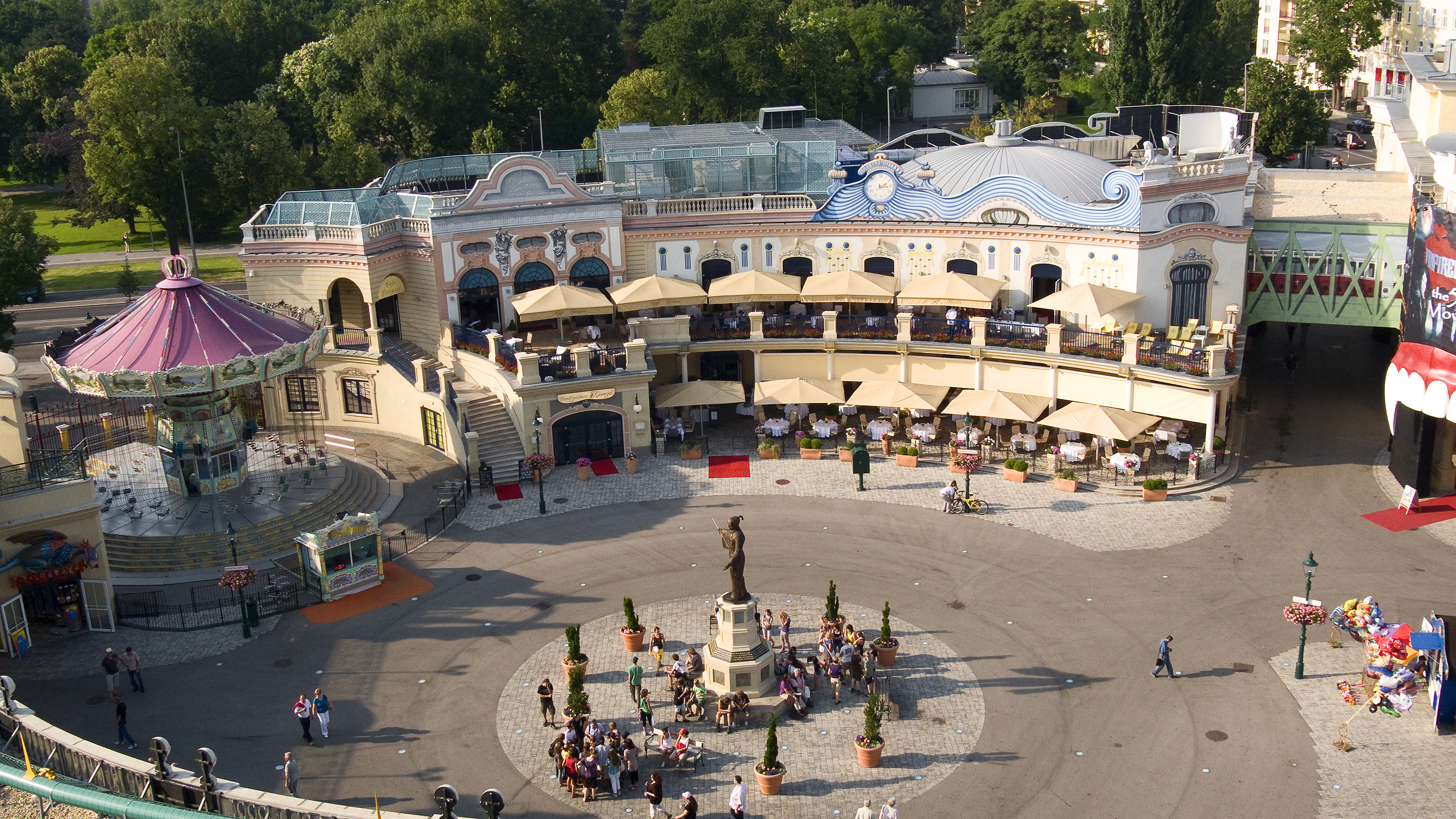
Der neue Riesenradplatz und das Restaurant Eisvogel (2010)

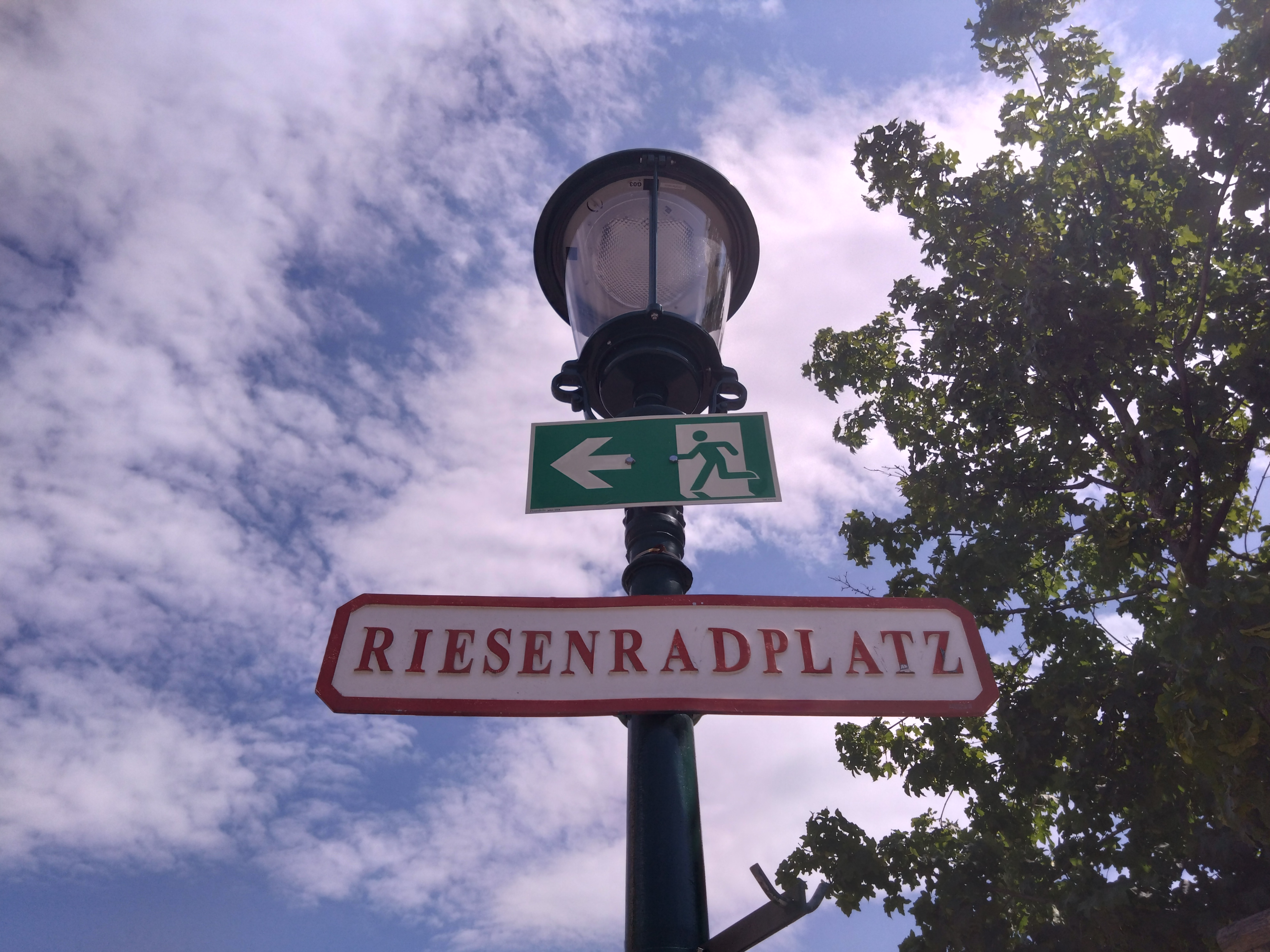
Namensschild des Riesenradplatzes

Im Zusammenhang mit der Fußball-Europameisterschaft 2008 (das Ernst-Happel-Stadion, einer der Spielorte der EM, befindet sich im Prater) erhielt der Wurstelprater neben dem Riesenrad nach einem Entwurf von Emmanuel Mongon einen als Rondeau gestalteten Entréebereich, der den Namen Riesenradplatz erhielt; um ihn wurden Gastronomiebetriebe, Infostände und Shops im Stil von „Wien um 1900“ angeordnet.
Das Projekt wurde teilweise kritisiert: Bereits im Vorfeld wurde beanstandet, dass es für den 32-Millionen-Euro-Auftrag keine öffentliche Ausschreibung gab. Weiters betraf das Projekt nur den Eingangsbereich, der Rest des Praters bleibt (auf Grund der kleinteiligen Pächterstruktur) „zersiedelt“ und zeigt ein inhomogenes Erscheinungsbild; dies ist jedoch ein typisches Merkmal des Wiener Praters. Auch die Ästhetik der Neubauten wurde in den Medien teilweise abgelehnt.
Am Rande des Riesenradplatzes wurde Ende 2008 die zu diesem Zeitpunkt größte Diskothek Österreichs, der Praterdome (Dome, englisch für Kuppel), eröffnet. Von November bis Jänner findet am Platz ein Wintermarkt mit Live-Musik statt.

### Fahrgeschäfte

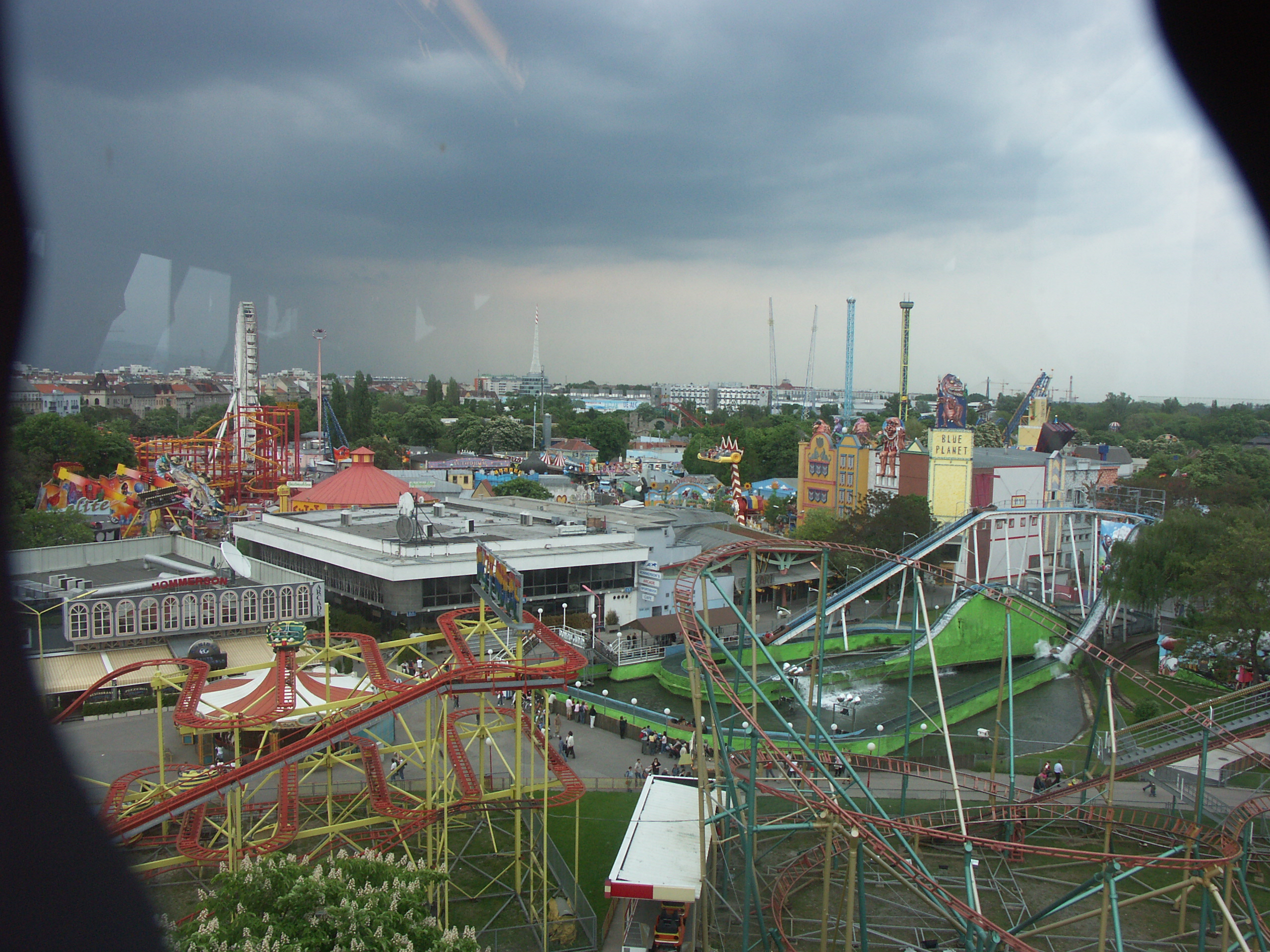
Blick vom Riesenrad

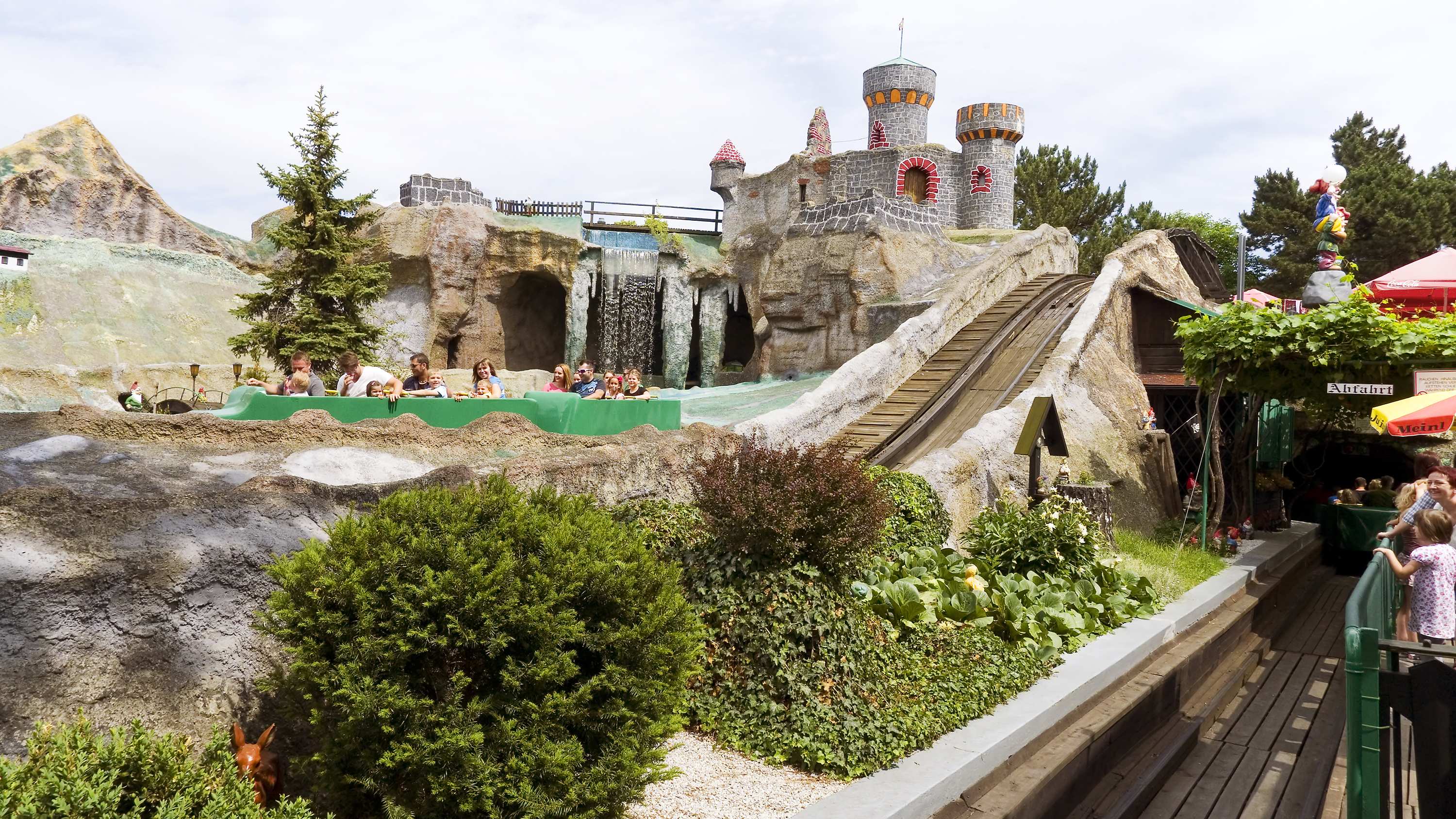
Hochschaubahn

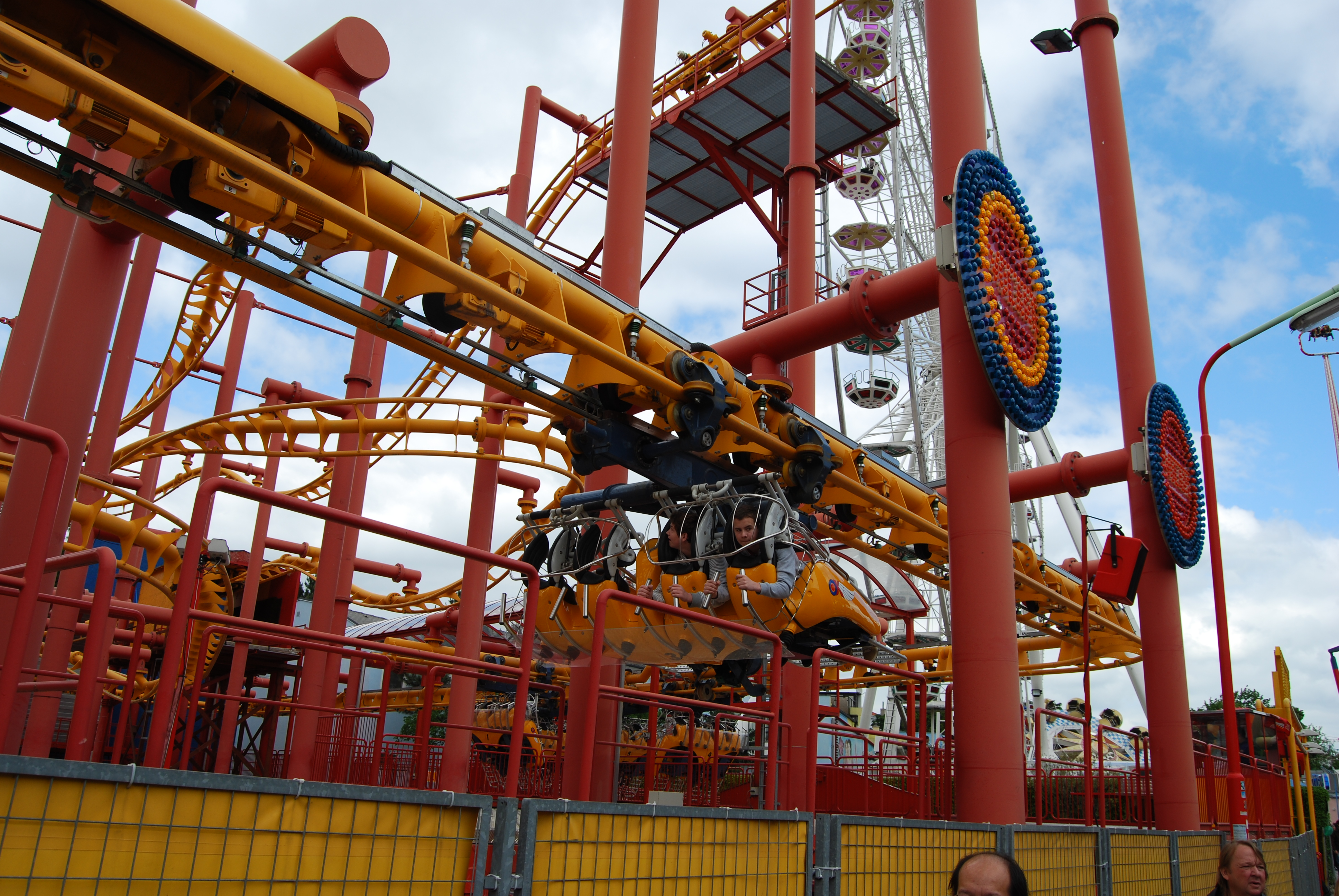
Achterbahn Volare

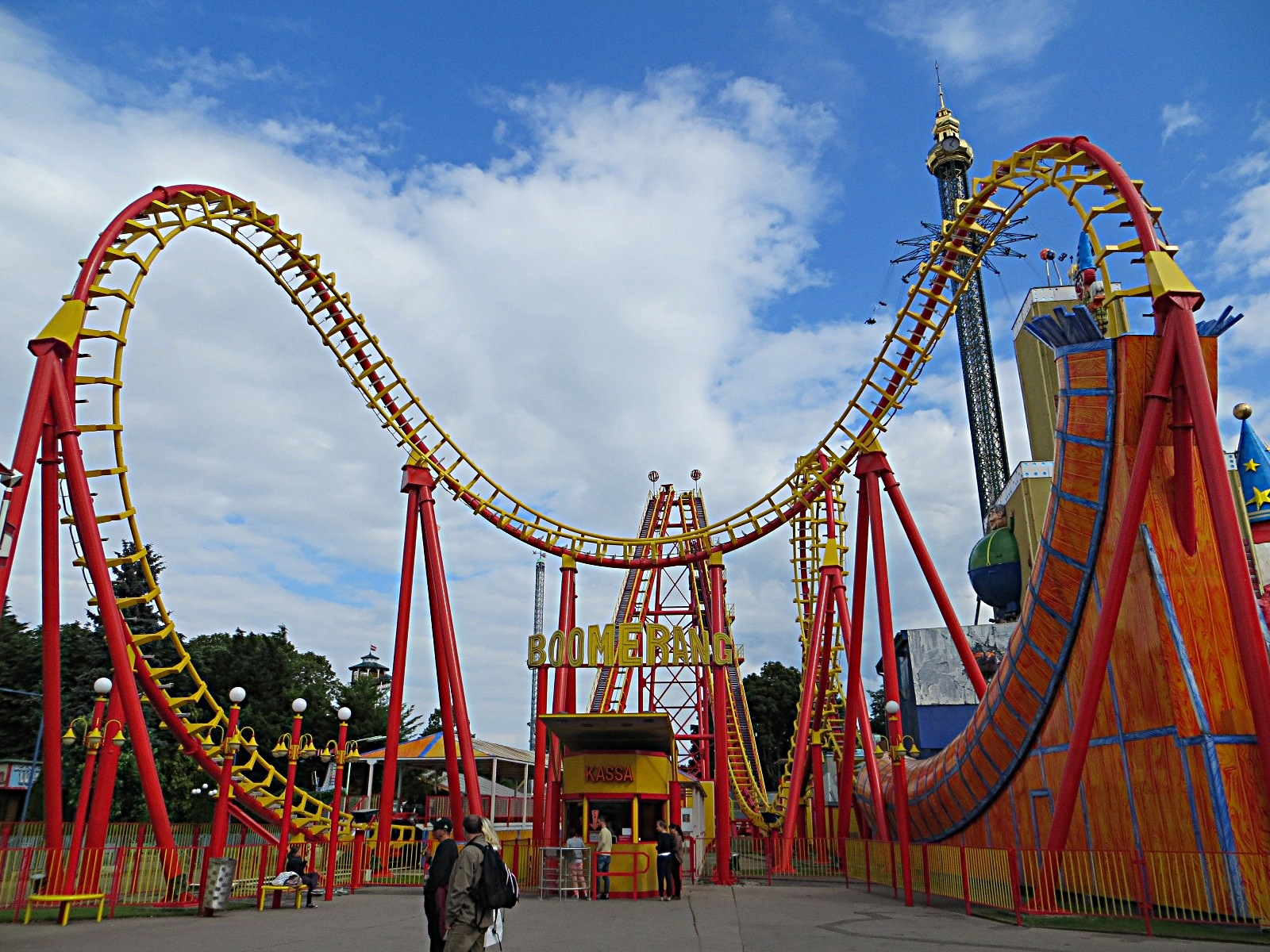
Achterbahn Boomerang

#### Flatrides
- Tagada
- Toboggan
- Wellenflug
- Break Dance
- Praterturm
- Extasy
- Discovery Revolution
- Black Mamba
- Mega King Tower (2015) Freifallturm
- Space Shot

#### Achterbahnen
| Name            | Typ                                            | Hersteller                 | Eröffnungsjahr | Betreiber             | Bemerkungen | Weblinks |
| --------------- | ---------------------------------------------- | -------------------------- | -------------- | --------------------- | --- | -------- |
| Auto BergBahn   | Holzachterbahn, Kinderachterbahn               | unbekannt                  | 1948           | Josef Popp            | |          |
| Boomerang       | Shuttle Coaster                                | Vekoma                     | 1992           | Dostal                | Sie befindet sich an der Stelle, an der sich zuvor die Achterbahn Speeedy Gonzales befand.                           |          |
| Dizzy Mouse     | Spinning Coaster, Wilde Maus                   | Reverchon                  | 1998           | Liliputbahn im Prater | |          |
| Gesengte Sau    | Stahlachterbahn ohne Inversionen               | Gerstlauer Amusement Rides | 2020           | Dostal                | |          |
| Hochschaubahn   | Holzachterbahn                                 | unbekannt                  | 1950           |                       | Fuhr im Eröffnungsjahr unter dem Namen Alpenbahn.                                                                    |          |
| Insider         | Spinning Coaster, Dunkelachterbahn, Wilde Maus | Maurer Rides               | 2013           | Koidl                 | Ursprünglich 2000 als Spinning Coaster Maihime in Tokyo Dome City eröffnet und fuhr dort bis 2011.                   |          |
| Maskerade       | Spinning Coaster, Dunkelachterbahn, Dark Ride  | Gerstlauer Amusement Rides | 2015           | Dallinger             | |          |
| Megablitz       | Stahlachterbahn ohne Inversionen               | Vekoma                     | 1994           | Neufeld               | Sie befindet sich an der Stelle, an der sich zuvor Cortina Bob befand.                                               |          |
| Olympia Looping | Stahlachterbahn mit Inversionen                | BHS                        | 2023           |                       | Die 1989 erstmals eröffnete, transportable Bahn befindet sich öfter für mehrere Wochen oder Monate im Wurstelprater. |          |
| Race            | Familienachterbahn                             | SBF Visa Group             | 2014           | Riedl                 | |          |
| Roller Ball     | Stahlachterbahn ohne Inversionen               | Ride Engineers Switzerland | 2020           | Kern & Waldmann       | |          |
| Volare          | Flying Coaster                                 | Zamperla                   | 2004           | Koidl                 | |          |
| Wiener Looping  | Stahlachterbahn mit Inversionen                | Mack Rides                 | 2025           | Koidl                 | |          |
| Wilde Maus      | Wilde Maus                                     | Maurer Rides               | 1997           | Dallinger             | |          |
| Zug des Manitu  | Powered Coaster, Kinderachterbahn              | CAM Baby Kart              | 2002           | Christian Sittler     | |          |

##### Ehemalige Achterbahnen
| Name               | Typ                                | Hersteller             | Eröffnungsjahr   | Schließungsjahr  | Betreiber             | Bemerkungen | Weblinks |
| ------------------ | ---------------------------------- | ---------------------- | ---------------- | ---------------- | --------------------- | --- | -------- |
| €uro-Coaster       | Suspended Coaster                  | Reverchon              | 2020             | 2020             | Buwalda und Fackler   | Diese transportable Achterbahn wurde 2001 hergestellt und macht bei zahlreichen Kirmessen Halt. |          |
| Achterbahn         | Holzachterbahn                     | unbekannt              | um 1920          | 1927             |                       | |          |
| Cortina Bob        | Stahlachterbahn ohne Inversionen   | Schwarzkopf            | 1969             | 1993             | Steindl               | Fuhr ab spätestens 2001 bis 2014 als Alpina Bobs in Holly Park, Frankreich und befand sich dort noch bis 2017. Mittlerweile fährt die Bahn unter dem französischen Schausteller James Montalétang auf Kirmessen.             |          |
| Düsenspirale       | Familienachterbahn                 | Schwarzkopf            | 1964             | 1968             |                       | Siehe Hauptartikel. |          |
| Einschienenbahn    | Holzachterbahn                     | unbekannt              | 1955             | um 1969          |                       | |          |
| Flugbahn           | Holzachterbahn                     | unbekannt              | 1935             | 1945             |                       | |          |
| Galaxia            | Stahlachterbahn ohne Inversionen   | Barbisan               | 2008             | 2008             |                       | |          |
| Hochbahn           | Holzachterbahn, Hybrid Coaster     | unbekannt              | um 1953          | 1965             |                       | |          |
| Hochbahn           | Zyklon                             | Pinfari                | 1966             | 1977             |                       | |          |
| Hochbahn           | Zyklon                             | Pinfari                | 1979             | 1996             |                       | |          |
| Hochschaubahn      | Scenic Railway                     | LaMarcus Adna Thompson | 1909             | 1944             |                       | |          |
| Höllenblitz        | Dunkelachterbahn, Spinning Coaster | Stein                  | 2017             | 2017             | Renoldi               | Siehe Hauptartikel. |          |
| Jet-Star II        | Stahlachterbahn ohne Inversionen   | Schwarzkopf            | ca. 1972         | die 1980er       |                       | |          |
| Looping Bahn       | Zyklon                             | Pinfari                | 1985             | 1995             |                       | |          |
| Loopingbahn        | Holzachterbahn mit Inversionen     | unbekannt              | 1948             | späte 1950er     |                       | Die Bahn verfügte über keine Bremsen. Stattdessen brachte ein Splashdown am Ende der Fahrt die Wagen zum Halt. |          |
| Luna-Bahn          | Holzachterbahn                     | LaMarcus Adna Thompson | 1910             | um 1911          |                       | |          |
| Niagara-Wasserbahn | Holzachterbahn                     | unbekannt              | 1928             | 1931             |                       | |          |
| Olympia Looping    | Stahlachterbahn mit Inversionen    | BHS                    | 2016, 2018, 2022 | 2016, 2018, 2022 |                       | Siehe Hauptartikel. |          |
| Rodelbahn          | Holzachterbahn                     | unbekannt              | 1940             | 1959             |                       | 1944 wurde die Bahn zunächst abgebaut, bevor der Park abgebrannt ist. Nach dem Zweiten Weltkrieg wurde die Bahn dann errichtet und von 1947 an betrieben.                                                                    |          |
| Speeedy Gonzales   | Wilde Maus                         | Vekoma                 | 1985             | 1987             |                       | Wurde anschließend von 1988 bis 1991 als Alton Mouse in Alton Towers, England, betrieben und befindet sich seit 1993 als Wild Mouse in Idlewild & SoakZone, USA.                                                             |          |
| Super 8er Bahn     | Stahlachterbahn ohne Inversionen   | Pinfari                | 1997             | 2022             | Liliputbahn im Prater | Siehe Hauptartikel. |          |
| Teststrecke        | Stahlachterbahn mit Inversionen    | Schwarzkopf            | 2019             | 2019             | Meyer und Rosenzweig  | Siehe Hauptartikel. |          |
| Vierer-Bob         | Stahlachterbahn ohne Inversionen   | Zierer Rides           | 1978             | 1978             |                       | |          |
| Wasserrutschbahn   | Holzachterbahn                     | unbekannt              | 1899             | 1902             |                       | |          |
| Wiener Looping     | Shuttle Coaster                    | Schwarzkopf            | 1982             | 1982             |                       | Die Bahn wurde auf Grund von zu großem Lärm nie eröffnet. |          |
| Wilde Maus         | Wilde Maus                         | Maurer Rides           | 1996             | 1997             |                       | Ursprünglich 1993 als Prototyp hergestellt. Sie befand sich danach unter dem Schausteller Fritz Kinzler auf Kirmessen und von 2006 bis 2020 befand die Bahn sich als Wilde Maus in Al Hokair Land Theme Park, Saudi-Arabien. |          |

#### Dark RidesundGeisterbahnen
- Alt Wiener Grottenbahn
- Blue Planet
- Eisberg
- Geisterschloss (Wiener Prater)
- Große Geisterbahn
- Hotel Psycho
- Jack the Ripper
- Roter Adler (Wiener Prater)
- Silberbergwerk Grottenbahn
- Skull Rock – Fluch der Piraten
- The Clown

#### Wildwasserbahnen
- Aqua Gaudi
- Wildalpenbahn

### Sonstige Attraktionen
- Bowling
- Indoor Skydiving
- Kartbahnen
- Kasperltheater
- Luftburgen
- Madame Tussauds (Wachsfigurenkabinett, seit 2011)
- Minigolf
- Modelleisenbahnanlage Königreich der Eisenbahnen (seit 2020)[18]
- Trampoline
- Wurf- und Schießbuden
- Zauberkunst von Anca und Lucca Lucian und anderen in der Magic World Vienna (seit 2024)[19]